# 革命宫

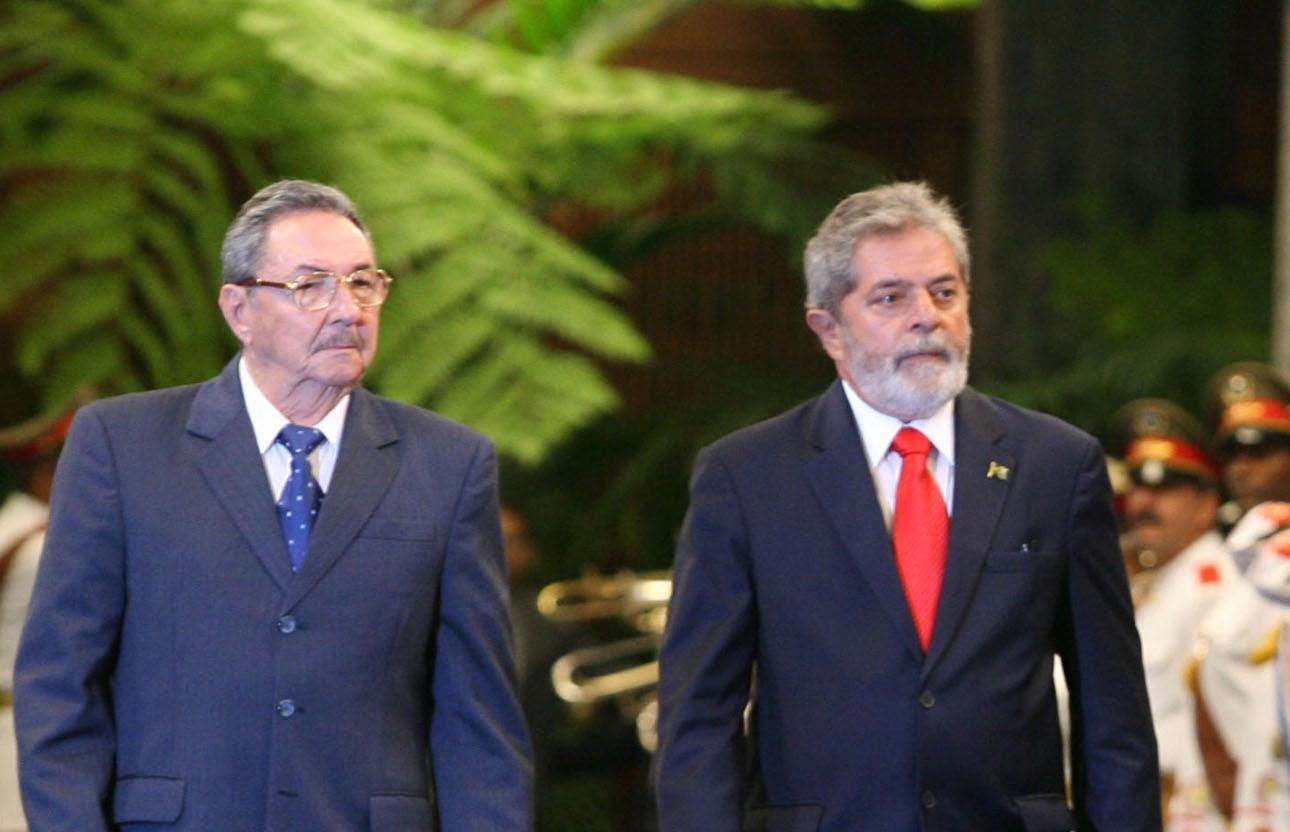
2008年1月15日，古巴国务委员会代理主席劳尔·卡斯特罗在革命宫的蕨类植物厅会见巴西总统路易斯·伊纳西奥·卢拉·达·席尔瓦。

革命宫（西班牙語：Palacio de la Revolución）是位于古巴哈瓦那革命广场内的一座建筑物，现为古巴政府和古巴共产党中央委员会的办公场所。

## 历史
1943年，古巴总统卡洛斯·普里奥·索卡拉斯下令建造该建筑。它原本计划作为最高法院和总检察长的办公地点。该建筑由建筑师佩雷斯·贝诺伊塔于1943年设计，经过十多年的建设，最终于1957年完工。1964年—1965年，对该建筑进行了改造。1965年，菲德尔·卡斯特罗领导的革命政府将政府办公地点迁至该建筑。

## 功能
该建筑分为三个区域，第一部分是部长会议的办公室。第二部分是国务委员会的总部，以及国务委员会主席和第一副主席的办公室。最后一部分是古巴共产党中央委员会的办公室。

### 厅室
- 蕨类植物厅——因种有大量蕨类植物而得名。古巴国家元首在这里接待访问古巴的各国领导人[3]。
- 主席办公室
- 剧院厅
- 政府医院